# 温莎大公园

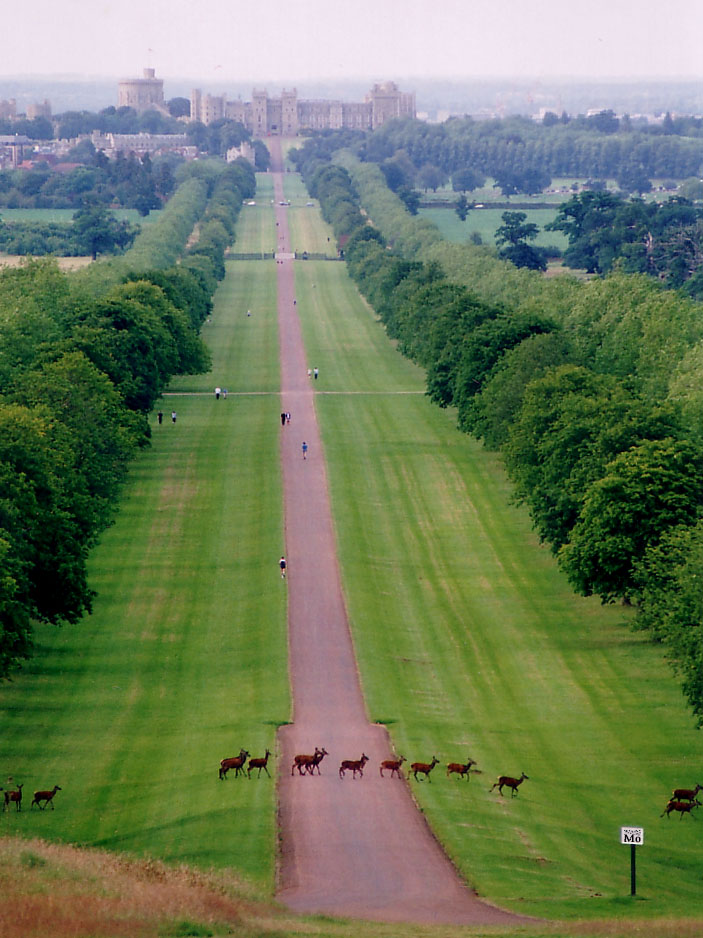
温莎大公园通往温莎城堡的長路（Long Walk）

温莎大公园（Windsor Great Park）占地5,000英畝（20平方），位于英格兰的伯克郡与薩里郡边界，温莎镇以南。该园的历史可追溯到13世纪中叶，长期作为温莎城堡的私人狩猎场。现在向公众开放，是伦敦西郊一处热门的休闲区。

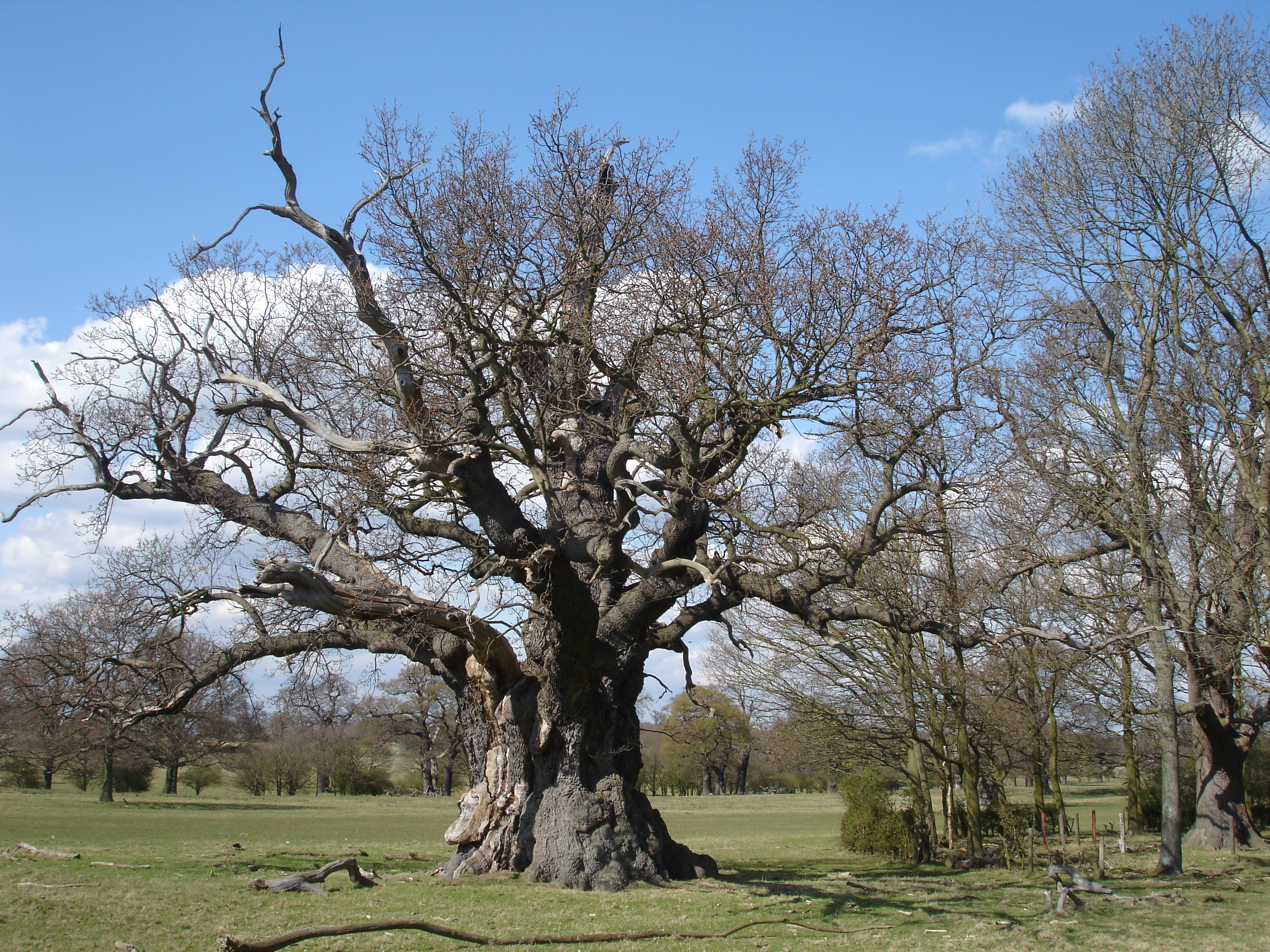
温莎大公园裡古老橡树